# Anna Koukkidi-Prokopiou
Anna Koukkidi-Prokopiou (griechisch Άννα Κουκκίδη-Προκοπίου; * 1974 in Nikosia) ist eine zyprische Wirtschaftswissenschaftlerin und Politikerin, die im März 2023 zur Ministerin für Justiz und öffentlicher Ordnung im Kabinett Nikos Christodoulidis ernannt wurde, und ihr Amt im Januar 2024 an Marios Chartsiotis abgeben musste.

## Leben und Karriere
Die Familie von Anna Koukkidi-Prokopiou stammt aus dem heute besetzten Norden Zyperns. Sie selbst studierte mit einem Stipendium am University College London (UCL) und beendete ihr Studium der Wirtschaft und Geschichte mit Auszeichnung. Anschließend führte sie ihre Studien an der London School of Economics and Political Science fort.
2001 gründete sie mit anderen zusammen Frauen die AIPFE (Association Internationale pour la Promotion des Femmes d’Europe) Cyprus Women in Europe, dem sie neun Jahre lang vorstand. Ziel dieser Organisation ist, die Diskussion über die Rolle der Frau in der Gesellschaft zu fördern und zu eröffnen. Indem die AIPFE Frauen durch Mentoringprogramme schult, motiviert und verbindet, wird bezweckt, die nächste Generation weiblicher Führungskräfte mit erfolgreichen Führungskräften und Entscheidungsträgern zusammenzubringen und sie mit Ratschlägen, wertvollem Feedback und Branchenwissen auszustatten. Anna Koukkidi-Prokipiou brachte ihre Kenntnisse als Genderexpertin in die AIPFE ein und war zwanzig Jahre lang Vorstandsmitglied.
Nach ihrem Studium arbeitete sie mehrere Jahre lang als Managerin bei der Lanitis Group, von der sie auch ein Stipendium für das Executive Development Diploma („Mini“ Master of Business Administration für Berufstätige) des Cyprus International Institute of Management erhielt. Im Jahr 2015 bildete sie sich mithilfe eines Stipendiums der European International Studies Association in Fragen der Religion und Politik am Macmillan Center der Yale University weiter fort.
Sie übernahm als Expertin für Außenpolitik, innere Sicherheit und Gendergerechtigkeit Aufgaben im Europäischen Parlament, der Europäischen Kommission, dem Europarat, der Union für Mittelmeerländer und der Organisation für Sicherheit und Zusammenarbeit in Europa (OSZE). Ferner ist sie zertifizierte Expertin der Weltbank für Zypern im Bereich „Women, Business and Law“ und Mitglied der internationalen Expertengruppe UN Senior Women Talent Pipeline, deren Sitz in New York ist, und darüber hinaus des Global Women in Management von Exxon Mobil mit Sitz in Washington, D.C. Im Rahmen der transnationalen Zusammenarbeit zwischen der Republik Zypern, Griechenland und Israel wurde das Griechisch-Israelische Forum (Ελληνοισραηλινού Φόρουμ) ins Leben gerufen, zu dessen Gründungsmitgliedern sie zählt. Anna Koukkidi-Prokopiou gehört auch dem Beirat des Zentrums für europäische und internationale Angelegenheit der Universität Nikosia (Συμβουλευτικού Σώματος του Κέντρου Ευρωπαϊκών και Διεθνών Υποθέσεων του Πανεπιστημίου Λευκωσίας) an. Sie ist Mitglied der zyprischen, konservativen Partei Dimokratikos Synagermos.
Im März 2023 wurde Anna Koukkidi-Prokopiou zur Justizministerin Zyperns ernannt. Ein Amt, das sie zehn Monate lang ausübte, bis sie im Januar 2024 von Marios Chartsiotis abgelöst wurde. Bei der Übergabe an ihren Nachfolger wies sie darauf hin, dass es dem Ministerium in ihrer kurzen Zeit dort gelungen sei, 70 Prozent des angekündigten fünfjährigen Programms der neuen Regierung, die in den Zuständigkeitsbereich des Ministeriums für Justiz und öffentliche Ordnung fallen, bis 2023 umzusetzen bzw. für 2024 zur Umsetzung zu bringen. Zu den unter ihrer Ägide bearbeiteten Vorschlägen gehören unter anderem solche, die das Programm zur Gleichstellung der Geschlechter, zur Gewalt gegen Frauen, zur Bekämpfung der illegalen Einwanderung und zu Aktionen zur kinderfreundlichen Justiz betreffen, wie sie bei der Übergabe an ihren Nachfolger betonte.
Sie ist verheiratet mit Konstantinos Koukkidis und hat eine Tochter.